# Fircyk ukarany
Fircyk ukarany (fr. Le Petit-Maître corrigé) – komedia w trzech aktach Pierre’a de Marivaux wystawiona w 1734.

## Data powstania utworu
Utwór został napisany w 1734 roku i miał swą premierę 6 listopada 1734 przez aktorów Comédie-Française. Szczęśliwy podstęp miał tylko dwa spektakle, zadecydowały o tym uprzedzenia publiczności do autora sztuki.

## Osoby
| Osoba     | Jej rola w dramacie            |
| --------- | ------------------------------ |
| Hrabia    | ojciec Hortensji               |
| Markiza   | matka Rozymunda                |
| Hortensja | córka hrabiego                 |
| Rozymund  | syn markizy                    |
| Dorymena  | awanturnica z drobnej szlachty |
| Dorant    | przyjaciel Rozymunda           |
| Marta     | służąca Hortensji              |
| Frontyn   | sługa Rozymunda                |

## Treść
Akcja sztuki rozgrywa się na wsi w domu hrabiego.
Markiz Rozymund przybywa z Paryża, by poślubić prowincjuszkę. Rodzice zaaranżowali to małżeństwo, on jest posłuszny. Prawie nie pyta o przyszłość. „Ma piękne oczy” - mówią - „i dużo dowcipu". Nie ma to dla niego znaczenia. To nie dlatego bierze się ślub czy mieszka na dworze, by pożądały cię wszystkie ładne kobiety Paryża. Jego narzeczona musi być bardzo szczęśliwa, że zechce się z nią ożenić. W ten sposób Rozymund prezentuje się swej wybrance. Komplementuje jej oczy, zęby i kończy swoją tyradę pytaniem: Kiedy się pobierzemy? Hortensja jest do niego całkiem nieźle usposobiona, ale ten bezczelny ton ją szokuje. Stawia go przed dylematemː albo to zmieni, albo ona nie wyjdzie za niego.
Rozymund był związany z markizą Dorymeną, która ma ochotę zapobiec planowanemu małżeństwu: młody człowiek taki jak on nie powinien się żenić. Jest odrobinę spokrewniona z rodziną Hortensji, ta parantela pozwala jej udać się do zamku. Przyjeżdża tam nie sama, nigdy nie podróżuje sama. Spotkała po drodze niejakiego Doranta i zabrała go ze sobą. Ponieważ według niej nie jest przyzwoite, aby narzeczony zawsze przebywał ze swoją narzeczoną, to Dorant będzie odtąd kawalerem Hortensji, a Rozymund - jej. Ten układ nieco gorszy prowincjuszy. Szczególnie matka Rozymunda uważa go za raczej dziwny. Ale markiza daje do zrozumienia, że zawładnęła narzeczonym i nikomu go nie odda, a widząc, że rodzina koniecznie chce, żeby się ożenił, proponuje mu, żeby poślubił ją. Rozymund nie chce. Poznał Hortensję bliżej i szaleńczo się w niej zakochał. Pilnuje jednak, żeby jej tego nie wyznać, bo uważa, że byłoby to w złym guście.
Namawia nawet Doranta, by umizgał się do Hortensji. Dorant wszakże nie robi tego lepiej od niego, a Hortensja udaje, że bawi ją to odwrócenie ról. Rozymund, urażony, próbuje odzyskać serce Hortensji, nie rezygnując ze swego bezczelnego zachowania. Hortensja śmieje się z niego. Młodzieniec jest zrozpaczony, walczy jeszcze przez jakiś czas, ale w końcu prosi o litość, pada do stóp Hortensji, błagając ją, by wybaczyła mu jego szaleństwa. Nadbiegającym domownikom Hortensja oświadcza, że sama postanowiła wziąć sobie Rozymunda za męża, ponieważ oświadczył, że się poprawił.

## Omówienie
Marivaux naszkicował postać modnego panka, bezczelnego fircyka w Szczęśliwym podstępie. Wrócił do niej w Fircyku ukaranym. Utwór jest dobrze poprowadzony i bardzo ciekawy. Roztrzepana marka markiza Dorymena, która zawładnęła narzeczonym Hortensji, stała się wzorem dla hrabiny, która zdominowała Forlisa w Dehors trompeurs. Rozymund został markizem de Moncade z École des burgeois d'Allaînvala.